# لورنزو فابری

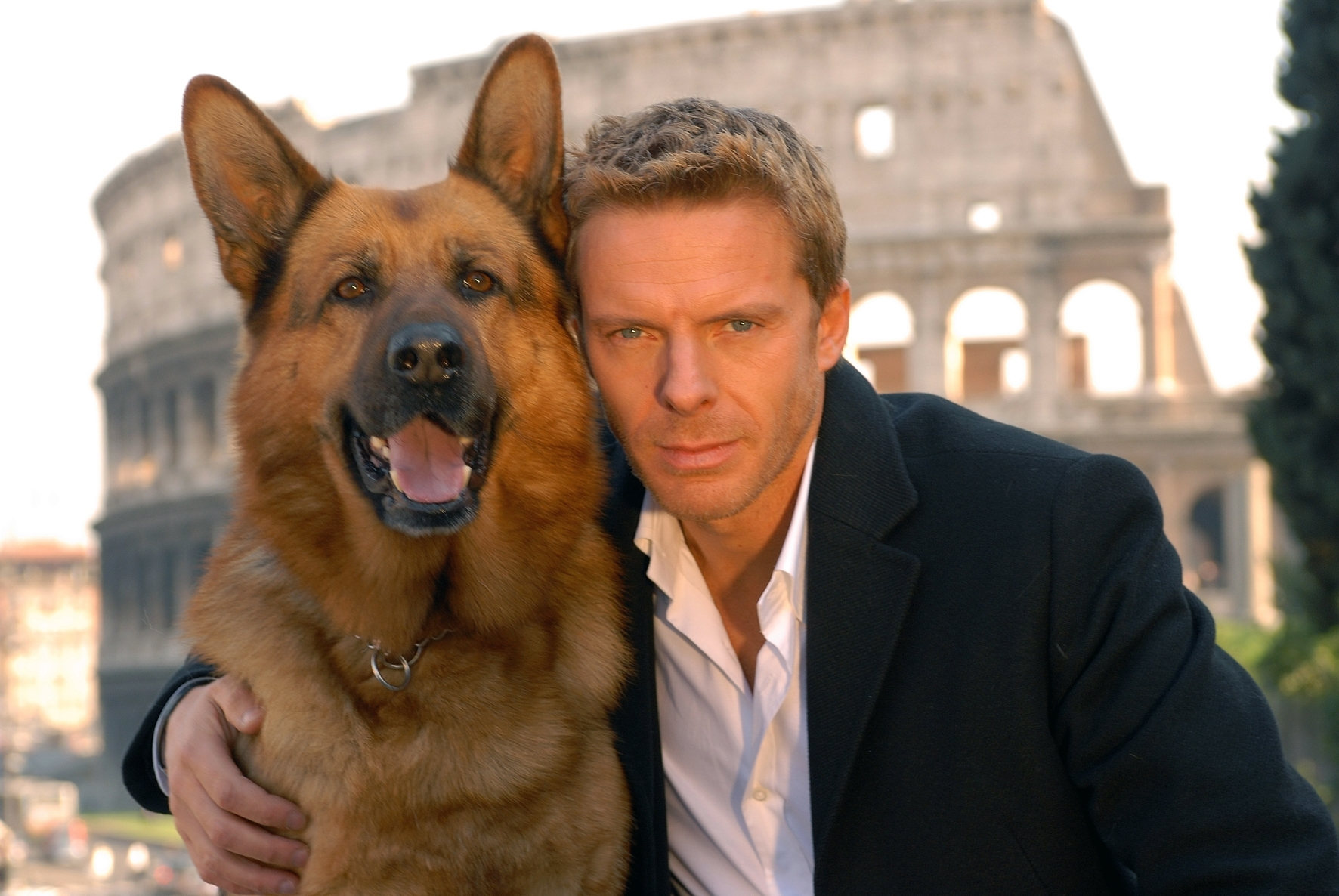
کاسپر کاپارونی همراه با رکس(۲۰۰۸)

لورنزو فابری (به انگلیسی: Lorenzo Fabbri) کمیسر پلیس و از شخصیت‌های اصلی سریال کمیسر و رکس با بازی کاسپر کاپارونی است ،در سری ۱۱، رکس به رم نقل مکان می کند. شریک جدید او یک کارآگاه ایتالیایی است، بازرس لورنزو فابری. او برای درک زبان ایتالیایی راحت به نظر می رسد. در قسمت دوم فصل ۱۴ (تحت عنوان "در میان گرگ ها») در انفجار خودرو بمب گذاری شده شده توسط رئیس مافیا ،فابری می میرد
رکس فقط توانست مرگ فابری را ببیند و کاری از دستش بر نیامد بعد از مرگ وی رکس افسرده میشود و حاضر نیست به اداره پلیس برود .